# Бирюково (Одесская область)
Бирюко́во (укр. Бірюкове) — село, относится к Николаевскому району Одесской области Украины.
Население по переписи 2001 года составляло 68 человек. Почтовый индекс — 67053. Телефонный код — 8-04857. Занимает площадь 1,09 км². Код КОАТУУ — 5123585502.

## Местный совет
67052, Одесская обл., Николаевский р-н, с. Шабельники, ул. Школьная, 25